# Sonate pour piano no 1 de Jolivet
Pour les articles homonymes, voir Sonate pour piano (homonymie).
La Sonate pour piano no 1 d'André Jolivet a été écrite en 1945 et créée à la Société nationale le 4 janvier 1947 par Yvette Grimaud. Elle est dédiée à la mémoire de Béla Bartók, l'année même de la disparition du compositeur hongrois.

## Genèse de l’œuvre
Œuvre de maturité écrite à la fin de la guerre, la première sonate répond au besoin du compositeur de revenir à des formes d’écriture plus classiques (sonates, concertos, symphonies). Jolivet à cette époque se démarque d’une tradition française d'où la sonate pour piano était absente — à l’exception notable de Paul Dukas. De cette œuvre, Jolivet a pu dire : 

« Si ma première sonate pour piano tente une synthèse, c’est celle de mes innovations pianistiques de Mana et d’une écriture en apparence néoclassique. »

Elle est structurée comme celles de Beethoven, en une forme en trois mouvements : un premier mouvement rapide à deux thèmes de forme-sonate, un mouvement lent, un rondo. On retrouve d’ailleurs cette structure dans la sonate pour piano de Bartók, composée vingt ans plus tôt. L’hommage au compositeur hongrois est très marqué, tant dans l’architecture de l’œuvre que dans son expressivité. C’est une œuvre qui requiert une grande virtuosité pianistique.
Elle dure environ 21 minutes, chaque mouvement occupant plus ou moins sept minutes.

## Mouvements
1. Allegro
2. Molto lento
3. Largo – Allegro ritmico

## Analyse
Le premier mouvement est  d’une grande puissance expressive. On pense à l’Allegro Barbaro de Bartók pour l’intensité percussive et l’énergie qui s’en dégage. Ce mouvement complexe est structuré sur deux thèmes principaux contrastés, à l'instar du modèle classique : l’un incantatoire et obsessionnel, l’autre mélodieux, très chantant. Le deuxième mouvement est empreint d’une poésie debussyste et évoque ouvertement le mouvement lent de la sonate de Bartók, marqué par l’atmosphère et le mystère des sons nocturnes (oiseaux, insectes, etc.). Dans le troisième mouvement, l'hommage à Bartók est ici encore très fort. Jolivet en fait « un pur pastiche et tout à fait réussi ». Après les dix mesures d'un Largo, comme un récitatif improvisé, l’Allegro ritmico présente un martèlement continuel des basses vigoureuses et des motifs aux forts accents de musique paysanne inspirées des échelles défectives de Bartók. Se succédent toute sorte d'ostinatos, de syncopes, accélérations soudaines, piétinements et changement métriques, avant un énorme crescendo final.

## Édition
La partition est publiée par Universal Edition en 1951.

## Enregistrements
- Daniel Wayenberg (1965, EMI) (OCLC 936627491) – avec la 2e sonate.
- Marie-Catherine Girod (1980, Solstice) (OCLC 605955664) — avec Sonate en fa de Georges Auric et Sonate de Dutilleux. Grand Prix de l’Académie du Disque Français.
- Bernard Lemmens (1984, René Gailly) (OCLC 17964706) — avec Sonate no 2, Études sur des modes antiques, 5 Danses rituelles.
- Véronique Roux (1984, LP Cybelia CY667) (OCLC 21932195)
- Christiane Mathé (avril 1993, Koch Schwann) (OCLC 605570158)
- Philip Adamson (2003, Centaur Records 2641)
- Pascal Gallet (2007, Maguelone) (OCLC 605055684) — avec le Concerto pour piano - Orchestre philharmonique de Duisburg, dir. Jonathan Darlington